# العلاقات العمانية الموزمبيقية
العلاقات العمانية الموزمبيقية هي العلاقات الثنائية التي تجمع بين سلطنة عمان وموزمبيق.

## مقارنة بين البلدين
هذه مقارنة عامة ومرجعية للدولتين:
| وجه المقارنة                                              | سلطنة عمان    | موزمبيق          |
| --------------------------------------------------------- | ------------- | ---------------- |
| المساحة (كم2)                                             | 309.50 ألف    | 801.59 ألف       |
| عدد السكان (نسمة)                                         | 4.64 مليون    | 29.67 مليون      |
| الكثافة السكانية (ن./كم²)                                 | 14.99         | 37.01            |
| العاصمة                                                   | مسقط          | مابوتو           |
| اللغة الرسمية                                             | اللغة العربية | اللغة البرتغالية |
| العملة                                                    | ريال عماني    | متكال موزمبيقي   |
| الناتج المحلي الإجمالي (بليون دولار)                      | 72.64 مليار   | 12.33 مليار      |
| الناتج المحلي الإجمالي (تعادل القوة الشرائية) بليون دولار | 179.49 مليار  | 33.35 مليار      |
| الناتج المحلي الإجمالي الاسمي للفرد دولار أمريكي          | 15.55 ألف     | 529              |
| الناتج المحلي الإجمالي للفرد دولار أمريكي                 | 38.63 ألف     | 1.13 ألف         |
| مؤشر التنمية البشرية                                      | 0.793         | 0.416            |
| رمز المكالمات الدولي                                      | +968          | +258             |
| رمز الإنترنت                                              | عمان          | .mz              |
| المنطقة الزمنية                                           | ت ع م+04:00   | ت ع م+02:00      |

## منظمات دولية مشتركة
يشترك البلدان في عضوية مجموعة من المنظمات الدولية، منها:
| علم المنظمة | اسم المنظمة                               | تاريخ انضمام سلطنة عمان | تاريخ انضمام موزمبيق |
| ----------- | ----------------------------------------- | ----------------------- | -------------------- |
|             | الاتحاد البريدي العالمي                   | ?                       | ?                    |
|             | مؤسسة التنمية الدولية                     | 1973                    | 24 سبتمبر 1984       |
|             | منظمة حظر الأسلحة الكيميائية              | ?                       | ?                    |
|             | منظمة التجارة العالمية                    | 2000                    | ?                    |
|             | الأمم المتحدة                             | 7 أكتوبر 1971           | 16 سبتمبر 1975       |
|             | وكالة ضمان الاستثمار متعدد الأطراف        | 1989                    | 23 نوفمبر 1994       |
|             | منظمة الشرطة الجنائية الدولية             | ?                       | ?                    |
|             | مؤسسة التمويل الدولية                     | 1973                    | 24 سبتمبر 1984       |
|             | المنظمة الهيدروغرافية الدولية             | ?                       | ?                    |
|             | الاتحاد الدولي للاتصالات                  | 28 أبريل 1972           | 4 نوفمبر 1975        |
|             | البنك الدولي للإنشاء والتعمير             | 1971                    | 24 سبتمبر 1984       |
|             | منظمة التعاون الإسلامي                    | 1970                    | ?                    |
|             | المركز الدولي لتسوية المنازعات الاستشارية | 1995                    | 7 يوليو 1995         |
|             | يونسكو                                    | 10 فبراير 1972          | 11 أكتوبر 1976       |

## وصلات خارجية
- موقع وزارة الخارجية العمانية
- موقع وزارة الخارجية الموزمبيقية